# Scleria bicolor
Scleria bicolor är en halvgräsart som beskrevs av Ernest Nelmes. Scleria bicolor ingår i släktet Scleria och familjen halvgräs.
Artens utbredningsområde är Angola. Inga underarter finns listade i Catalogue of Life.